# Mahamed Nurudzinau
Mahamed Nurudzinau –en bielorruso, Магамед Нурудзінаў; en ruso, Магомед Нурутдинов, Magomed Nurutdinov– (Kaspisk, URSS, 4 de enero de 1981) es un deportista bielorruso de origen daguestano que compitió en boxeo.
Ganó una medalla de plata en el Campeonato Mundial de Boxeo Aficionado de 2005 y tres medallas en el Campeonato Europeo de Boxeo Aficionado entre los años 2008 y 2011.

## Palmarés internacional
| Campeonato Mundial | Campeonato Mundial      | Campeonato Mundial | Campeonato Mundial |
| Año                | Lugar                   | Medalla            | Categoría          |
| ------------------ | ----------------------- | ------------------ | ------------------ |
| 2005               | Mianyang (China)        | Medalla de plata   | 69 kg              |
| Campeonato Europeo |                         |                    |                    |
| Año                | Lugar                   | Medalla            | Categoría          |
| 2008               | Liverpool (Reino Unido) | Medalla de oro     | 69 kg              |
| 2010               | Moscú (Rusia)           | Medalla de bronce  | 69 kg              |
| 2011               | Ankara (Turquía)        | Medalla de plata   | 69 kg              |